# Lista över fornlämningar i Nybro kommun
Lista över fornlämningar i Nybro kommun är en förteckning av ett urval av de fornlämningar som finns i Nybro kommun.

## Hälleberga
| Namn                            | Lämningstyp  | Tillkomsttid | Historisk indelning | Plats | Läge                 | ID-nr          | Bild                                 |
| ------------------------------- | ------------ | ------------ | ------------------- | ----- | -------------------- | -------------- | ------------------------------------ |
| Bredmadsröset (Hälleberga 18:1) | Röse         |              | Hälleberga, Småland |       | 56.879663, 15.602171 | 10082100180001 | Ladda upp en bild av detta fornminne |
| Hälleberga 19:1                 | Stensättning |              | Hälleberga, Småland |       | 56.873993, 15.636320 | 10082100190001 | Ladda upp en bild av detta fornminne |
| Hälleberga 19:2                 | Stensättning |              | Hälleberga, Småland |       | 56.873737, 15.636197 | 10082100190002 | Ladda upp en bild av detta fornminne |
| Kisterör (Hälleberga 54:1)      | Röse         |              | Hälleberga, Småland |       | 56.864508, 15.664662 | 10082100540001 | Ladda upp en bild av detta fornminne |

## Kråksmåla
| Namn           | Lämningstyp  | Tillkomsttid | Historisk indelning | Plats | Läge                 | ID-nr          | Bild                                 |
| -------------- | ------------ | ------------ | ------------------- | ----- | -------------------- | -------------- | ------------------------------------ |
| Kråksmåla 53:1 | Stensättning |              | Kråksmåla, Småland  |       | 56.991834, 15.888257 | 10083200530001 | Ladda upp en bild av detta fornminne |

## Madesjö
| Namn          | Lämningstyp             | Tillkomsttid | Historisk indelning | Plats | Läge                 | ID-nr          | Bild                                 |
| ------------- | ----------------------- | ------------ | ------------------- | ----- | -------------------- | -------------- | ------------------------------------ |
| Madesjö 13:1  | Röse                    |              | Madesjö, Småland    |       | 56.725733, 15.891234 | 10084400130001 | Ladda upp en bild av detta fornminne |
| Madesjö 13:3  | Stenkrets               |              | Madesjö, Småland    |       | 56.725625, 15.891167 | 10084400130003 | Ladda upp en bild av detta fornminne |
| Madesjö 13:4  | Stenkrets               |              | Madesjö, Småland    |       | 56.725625, 15.891347 | 10084400130004 | Ladda upp en bild av detta fornminne |
| Madesjö 48:1  | Röse                    |              | Madesjö, Småland    |       | 56.724549, 15.900876 | 10084400480001 | Ladda upp en bild av detta fornminne |
| Madesjö 202:1 | Minnesmärke             |              | Madesjö, Småland    |       | 56.685463, 15.904506 | 10084402020001 | Ladda upp en bild av detta fornminne |
| Madesjö 339:6 | Husgrund, historisk tid |              | Madesjö, Småland    |       | 56.874881, 15.845161 | 10084403390006 | Ladda upp en bild av detta fornminne |

## Sankt Sigfrid
| Namn               | Lämningstyp                 | Tillkomsttid | Historisk indelning    | Plats | Läge                 | ID-nr          | Bild                                 |
| ------------------ | --------------------------- | ------------ | ---------------------- | ----- | -------------------- | -------------- | ------------------------------------ |
| Sankt Sigfrid 1:1  | Grav markerad av sten/block |              | Sankt Sigfrid, Småland |       | 56.699288, 15.977633 | 10086400010001 | Ladda upp en bild av detta fornminne |
| Sankt Sigfrid 3:1  | Stensättning                |              | Sankt Sigfrid, Småland |       | 56.697414, 15.984099 | 10086400030001 | Ladda upp en bild av detta fornminne |
| Sankt Sigfrid 4:1  | Gravfält                    |              | Sankt Sigfrid, Småland |       | 56.698369, 15.984758 | 10086400040001 | Ladda upp en bild av detta fornminne |
| Sankt Sigfrid 68:2 | Stensättning                |              | Sankt Sigfrid, Småland |       | 56.702104, 15.982590 | 10086400680002 | Ladda upp en bild av detta fornminne |